# Hablando claro (programa de televisión de 1987)
Hablando claro fue un programa español de televisión de media hora de duración, emitido por La 1 entre 1987 y 1992. Estuvo dirigido por Carlos Gortari, corriendo la realización a cargo de Lisardo García.

## Formato
El espacio inspirado en el programa de la RAI italiana Parola mia, tenía como objetivo la potenciación del correcto uso de la lengua castellana. Para ello se presentaba un concurso en el que los participantes debían mostrar sus habilidades con el idioma.
Otras secciones eran Lengua viva, con la presencia de un académico de la lengua y Tirar de la lengua, que se ocupaba de la jerga o argot de ámbitos o profesiones específicos.

## Presentadores
A lo largo de sus cinco años de emisión, el programa fue conducido por:
- Salvador Valdés (1987-1989).
- Inka Martí (1987-1988).
- Teresa Castanedo (1988).
- Ana García-Siñeriz (1988-1989) -(También fue  concursante)-.
- Cristina Marcos (1990-1992).